# 赵詹奇受贿案
赵詹奇受贿案，是指发生在2007年浙江省交通厅原厅长赵詹奇及情妇汪沛英的受贿案。该案也是中国大陆首例以“特定关系人”身份定罪的受贿腐败案。

## 相关当事人
赵詹奇，男，1949年1月出生江苏省宜兴市，兄妹6人，他排行老二。1968年，他中专毕业后分配到浙江制药厂工作。“文革”后期，赵詹奇被调任杭州市医药局办公室副主任。1983年12月至1992年7月任杭州市拱墅区区委副书记、区长；1992年7月至1997年4月任杭州市交通局局长，1997年6月至2000年4月任浙江省计划经济委员会副主任、杭州萧山国际机场建设工程指挥部常务副总指挥、浙江航空投资公司总经理，萧山机场公司董事长；2000年4月至2003年2月任浙江省展计划委员会副主任兼浙江航空投资公司总经理、萧山机场公司董事长；2003年2月至案发前，任浙江省交通厅厅长、党组书记。
汪沛英，女，赵詹奇的情人，本案中的“特定关系人”。

## 侦查阶段
赵詹奇在杭州萧山国际机场建设中有重大经济问题，2006年7月26日被“双规”。2007年8月19日，浙江省人民检察院决定，赵詹奇因涉嫌受贿罪被浙江省公安厅执行刑事拘留；9月2日，经由浙江省公安厅执行逮捕。2007年2月2日，浙江省人民检察院将此案侦查终结后移交湖州市人民检察院审查起诉。随后，湖州市人民检察院对赵詹奇提起公诉。

## 审判阶段
- 2007年7月10日，浙江省湖州市中级法院开庭宣布赵詹奇受贿案的一审判决结果，认定自1994年至2006年，赵詹奇利用职务之便，在工程招投标、工程建设等工作中，多次单独或者通过其子和汪沛英，以“咨询费”、“业务费”及“借款”等名义收受他人所送钱物。[4] 认定汪沛英收受的55万元业务提成计入赵詹奇的受贿额；另外，认定赵詹奇以借款、咨询费、年薪等名义由其儿子收受杭州某集团有限公司、杭州路桥经营管理有限公司等单位贿赂490余万元、新加坡币1万元、美元5.8万元。最终，赵詹奇被一审法院以受贿罪判处无期徒刑。[5]

- 2007年9月29日，浙江省湖州市中级法院开庭审理汪沛英受贿案。汪沛英作为“特定关系人”涉嫌受贿被起诉，这在“两高”发布《关于办理受贿刑事案件适用法律若干问题的意见》后是第一例。[6]10月22日，法院作出一审判决，汪沛英因属于受贿犯罪的从犯，被减轻处罚，领刑七年。[3][7]

- 2008年1月18日，浙江省高级人民法院对全国首例“特定关系人”——浙江省交通厅原厅长赵詹奇情妇汪沛英受贿案作出终审裁定，驳回汪沛英的上诉，维持湖州市中级法院以受贿罪判处其有期徒刑七年的一审判决。[8]

## 定案依据
最高人民法院、最高人民检察院2007年7月8日发布的《关于办理受贿刑事案件适用法律若干问题的意见》中规定：特定关系人与国家工作人员通谋，共同实施前款行为的，对特定关系人以受贿罪的共犯论处。本意见所称“特定关系人”，是指与国家工作人员有近亲属、情妇（夫）以及其他共同利益关系的人。